# Abbengawier
Abbengawier (Fries: Abbenwier) is een buurtschap in de gemeente Leeuwarden in de Nederlandse provincie Friesland. De plaats ligt tussen Terhorne en Irnsum.

## Geschiedenis
Vanaf 1718 wordt het toponiem Abbenwier op kaarten gebruikt om een voormalige nederzetting ten zuiden van Irnsum aan te duiden. Op de kaart van Eekhoff (midden negentiende eeuw) heet de buurtschap Abbengawier. Het eerste deel van de naam dook al in 1664 op in de vorm van Abbenwierster zyl. De naam Abbinga is ontstaan uit de persoonsnaam Abe, die "adel" betekent.
Steden, dorpen en gehuchten: Aegum · Baard · Beers · Britsum · Cornjum · Finkum · Friens · Goutum · Grouw · Hempens · Hijlaard · Hijum · Huins · Idaard · Irnsum · Jellum · Jelsum · Jorwerd · Leeuwarden · Lekkum · Lions · Mantgum · Miedum · Oosterlittens · Oude Leije · Ritsumazijl (klein deel) · Roordahuizum · Snakkerburen · Stiens · Swichum · Teerns · Warstiens · Wartena · Warga · Weidum · Wirdum · Wytgaard

Buurtschappen: Abbengawier · Angwier · Baardburen · Bartlehiem (deels) · Barrahuis · De Hem · Domwier · Fons · Groote Bontekoe · Gotum · Hezens · Horne · Hofland · Hoptille · Marwird · Midsburen · Naarderburen · Noordend · Oude Schouw (deels) · Poelhuizen · Rewerd (deels) · Schillaard · Schrins · Tichelwerk · Tjaard · Tjeintgum · Truurd · Tsienzerburen · Vensterburen · Vierhuis · Vrouwbuurtstermolen (deels) · Wammerd · Wiel · Wieuwens · Wilaard · Zuiderburen · Zuiderend

Voormalige buurtschappen: De Drie Romers · Hoek

Friesland: Steden en dorpen      Nederland: Provincies · Gemeenten